# 韋斯特維卡灣
69°10′S 33°0′E / 69.167°S 33.000°E
韋斯特維卡灣是南極洲的海灣，位於毛德皇后地沿岸，處於里瑟-拉森半島西部，該海灣根據挪威探險隊拍攝的空中照片被繪入地圖。